# Shinji Tsujio
Shinji Tsujio (辻尾 真二, Tsujio Shinji) est un footballeur japonais né à Sakai le 23 décembre 1985. Il évolue au poste de défenseur.

## Biographie
Shinji Tsujio commence sa carrière professionnelle au Shimizu S-Pulse. En 2012, il rejoint les rangs du Sanfrecce Hiroshima en prêt. En janvier 2013, il signe en faveur de Oita Trinita.

## Palmarès
- Vainqueur du Championnat du Japon en 2012 avec Sanfrecce Hiroshima
- Finaliste de la Coupe de la Ligue japonaise en 2008 avec le Shimizu S-Pulse
- Finaliste de la Coupe du Japon en 2010 avec le Shimizu S-Pulse